# NGC 4725
NGC 4725 är en stavgalax på ungefär 43 miljoner ljusårs avstånd i stjärnbilden Berenikes hår. År 2005 observerade Spitzerteleskopet NGC 4725 med sin IRAC-kamera och upptäckte den försvunna staven i galaxen.